# Пенн Тауншип (округ Камберленд, Пенсільванія)
Пенн Тауншип (англ. Penn Township) — селище (англ. township) в США, в окрузі Камберленд штату Пенсільванія. Населення — 2874 особи (2020).

## Демографія
Згідно з переписом 2010 року, у селищі мешкали 2924 особи в 1080 домогосподарствах у складі 852 родин. Було 1131 помешкання
Расовий склад населення:
| - 97,9 % — білих - 0,8 % — чорних або афроамериканців - 0,3 % — корінних американців - 0,2 % — азіатів - 0,1 % — вихідців з тихоокеанських островів |

До двох чи більше рас належало 0,5 %. Частка іспаномовних становила 1,1 % від усіх жителів.
За віковим діапазоном населення розподілялося таким чином: 23,4 % — особи молодші 18 років, 65,8 % — особи у віці 18—64 років, 10,8 % — особи у віці 65 років та старші. Медіана віку мешканця становила 41,3 року. На 100 осіб жіночої статі у селищі припадало 101,2 чоловіків;  на 100 жінок у віці від 18 років та старших — 99,6 чоловіків також старших 18 років.
Середній дохід на одне домашнє господарство  становив 75 693 долари США (медіана — 65 852), а середній дохід на одну сім'ю — 80 487 доларів (медіана — 69 347). Медіана доходів становила 45 438 доларів для чоловіків та 36 402 долари для жінок. За межею бідності перебувало 5,6 % осіб, у тому числі 10,1 % дітей у віці до 18 років та 5,3 % осіб у віці 65 років та старших.
Цивільне працевлаштоване населення становило 1661 особа. Основні галузі зайнятості: освіта, охорона здоров'я та соціальна допомога — 20,5 %, роздрібна торгівля — 12,0 %, виробництво — 10,5 %, транспорт — 9,6 %.